# Armand Baschet

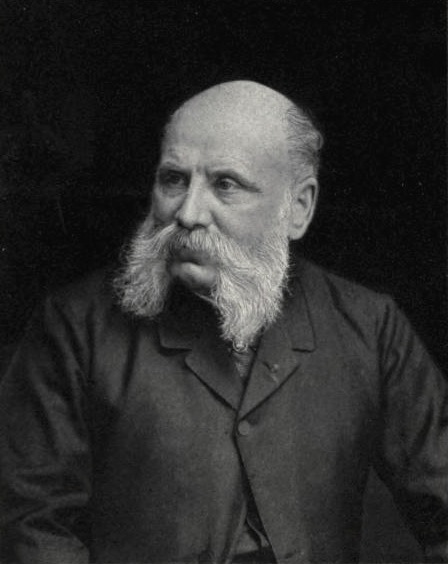
Armand Baschet.

Armand Baschet, född den 1 december 1829 i Blois, död där den 26 januari 1886, var en fransk historiker.
Baschet gjorde sig fördelaktigt bemärkt genom den litterära monografin Honoré de Balzac (1851) och erhöll 1855 offentligt uppdrag att genomforska arkiv i Tyskland, Österrike och Venedig. Han koncentrerade därefter mest sina arkivstudier till sistnämnda ort. Baschet reste 1856 i Dalmatien, Albanien och Montenegro, vistades därefter i Ungern och England, var 1859 åter i Venedig, dit han ånyo sändes av franska regeringen 1862, samt tillgodogjorde sig 1865 på uppdrag av regeringen arkiven i Milano, Parma, Florens och Mantua. 
Bland hans för historieforskningen fruktbärande publikationer kan nämnas Les archives de la sérénissime république de Venise (1858), De la diplomatie vénitienne (1862), vilket arbete kastar nytt ljus över bland andra Karl V och Filip II, Les princes de l'Europe au XVI:e siècle, d'après les rapports des ambassadeurs vénitiens (samma år), Histoire secrète du mariage de Louis XIII et d'Anne d'Autriche (1864; 2:a upplagan 1866), Les archives de Venise et cetera (1870; i synnerhet belysande för Venedigs förhållande till Frankrike), Journal du concile de Trente (samma år), Histoire du dépôt des archives des affaires étrangères à Paris (1875), en rik gruva för specialister, som dessutom kraftigt bidrog till öppnandet för forskare av franska utrikesministeriets förut svåråtkomliga arkivskatter.